# Basílica de Júnio Basso
Basílica de Júnio Basso (em latim: Basilica Iunii Bassi) era uma basílica de uso civil da Roma Antiga situada no monte Esquilino, no local onde hoje está o Pontifício Instituto Oriental, na Via Napoleone.

## História
A basílica foi construída por ordem do cônsul de 331, Júnio Ânio Basso, e, na segunda metade do século V, na época do papa Simplício (r. 468-483), foi transformada na igreja de Sant'Andrea Catabarbara. Em 1930 foram descobertos os últimos vestígios do edifício, que foram imediatamente demolidos para construção do edifício do instituto. Na mesma ocasião, foram descobertos também restos de uma residência augustana com revestimento de uma época posterior, na qual foram recuperados mosaicos datados no século III: um com tema dionísico e outro com os nomes dos proprietários (Aripii e Ulpii Vibii), ambos atualmente expostos na sede do seminário.

## Arquitetura e decoração
A arquitetura do edifício era muito simples, com uma sala retangular (em latim: aula) absidada precedida por um átrio em formato de fórceps com uma única entrada e nichos internos. Em três paredes havia uma linha de janelas (exceto a da abside).
A mais notável característica da decoração interior era o revestimento interior de incrustações figurativas em mármore (opus sectile) das paredes e que ainda era visível no século XVI, quando foi desenhado por Giuliano da Sangallo e outros artistas. Nesta cópia é possível observar o esquema general a descrição: a parte baixa era ocupada por um lambril que Sangallo preencheu de inventivos complementos fantásticos, presumivelmente por que já estava muito arruinado, o que dava oportunidade para uma reinvenção com base na inspiração do artista; em seguida estava a região mural separada pelos pilares e em correspondência com as impostas das janelas. Em todo o mural, dividido verticalmente em três seções, estavam painéis em peltas (escudos). Sob as janelas, mais acima, corria um friso contínuo de arcos suspensos. Entre as janelas e acima delas, em painéis emoldurados por faixas com trípodes délficos, ficavam outras duas séries de painéis figurativos. Estas grandes cenas estavam emolduradas embaixo por drapeados falsos, com barra bordada e decorada com cenas mitológicas, e no alto, por por lutas entre animais e centauros e imagens de uma procissão consular — destes painéis restam hoje apenas quatro fragmentos, divididos entre o Palazzo dei Conservatori (dois) e o Palazzo Massimo alle Terme (dois), este últimos oriundos da coleção privada do Palazzo Del Drago. Mais acima, finalmente, Sangallo desenhou cenas de um cortejo oficial e mitológico e painéis com górgonas, muito provavelmente também frutos de sua imaginação.
Dos fragmentos restantes, o maior é do Palazzo Massimo, com um drapeado inferior decorado por cenas egípcias (uma "vela Alexandrina" citada também por Plínio), e uma cena principal do mito de "Hilas e as ninfas" (o, jovem amado por Hércules, foi beber numa fonte, foi seduzido e raptado pelas ninfas). O segundo fragmento do Palazzo Massimo, sem o drapeado, é a procissão consular de Júnio Basso, representado numa carruagem e seguido por aurigas das quatro facções do Circo Máximo. Os dois fragmentos do Palazzo Del Drago apresentam duas imagens de tigres atacando bois.
Os mármores preciosos justapostos nas figuras resultam numa policromia muito viva, capaz de reproduzir também o chiaroscuro pela disposição de maneira estudada as manchas naturais da pedra. Os motivos egípcios do drapeado provavelmente revelam a contratação de artesãos de Alexandria, evidente também pelo uso de pedras muito duras, como pórfiro e serpentino nas incrustações, uma exclusividade dos artesãos orientais.
Comparações com decorações similares podem ser feitas especialmente com a decoração de uma schola de Céncreas, na Grécia, e, sobretudo, com um edifício de Óstia, talvez também uma schola, mais tardio (final do século IV), mas com muitos elementos decorativos em comuns, como a representação em peltas, a decoração mural em tondos e leões atacando gazelas. Pode-se assumir, portanto, que estas decorações derivam de fontes comuns, talvez tapeçarias ou imitação de estruturas reais. A cena da procissão, por outro lado, está relacionada aos contorniati, um tipo particular de medalhão utilizado no século IV, nos quais havia uma composição similar de cavalos, carruagens e rodas em perspectiva. A frontalidade da imagem é típica do período (como no caso dos relevos do Arco de Constantino), mas, neste caso, é reforçada ainda pelo fundo verde neutro, no qual as figuras parecem se mover para fora de qualquer perspectiva convencional.

### Galeria

Decoração da basílica em opus sectile
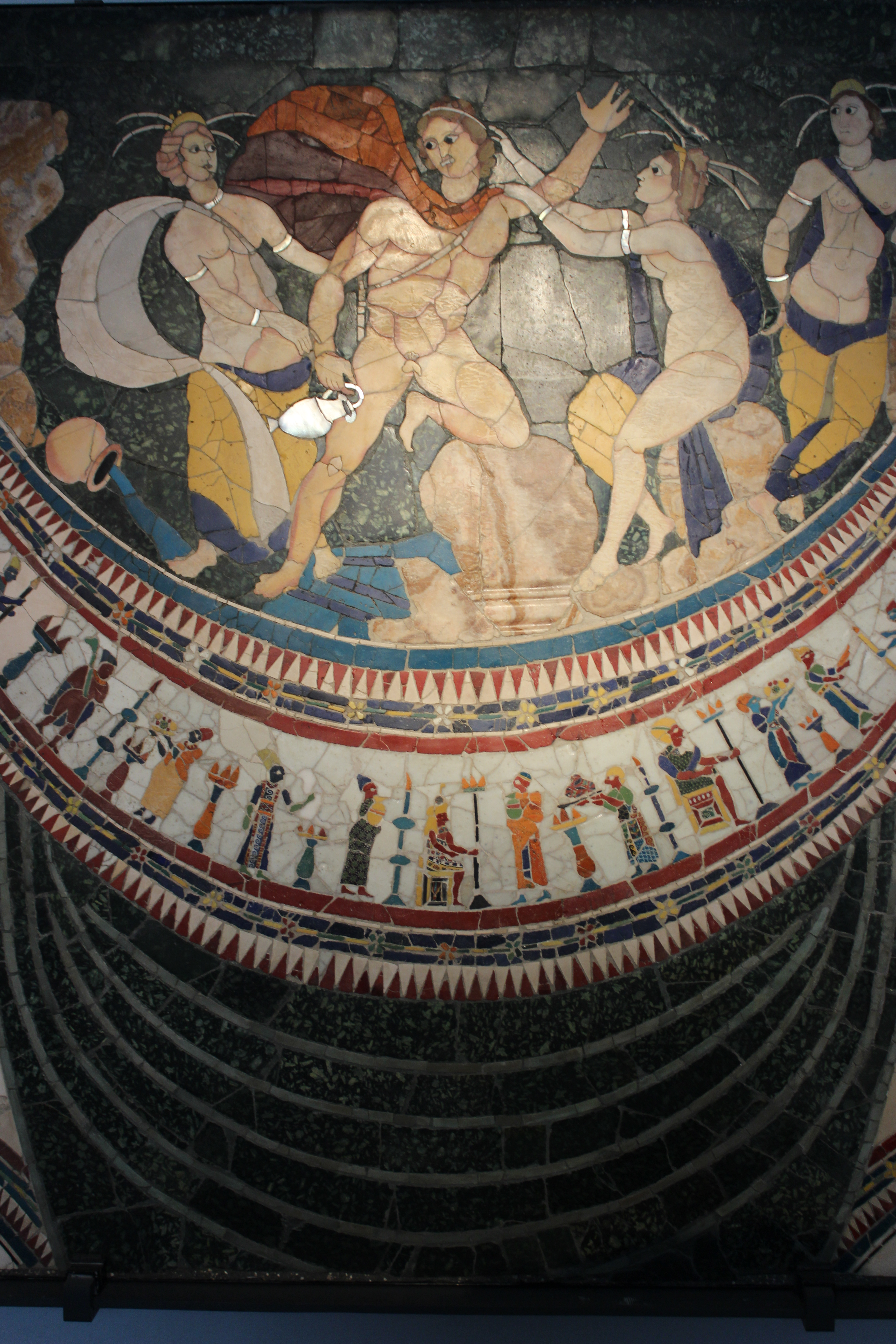
Cena de Hilas e as ninfas.
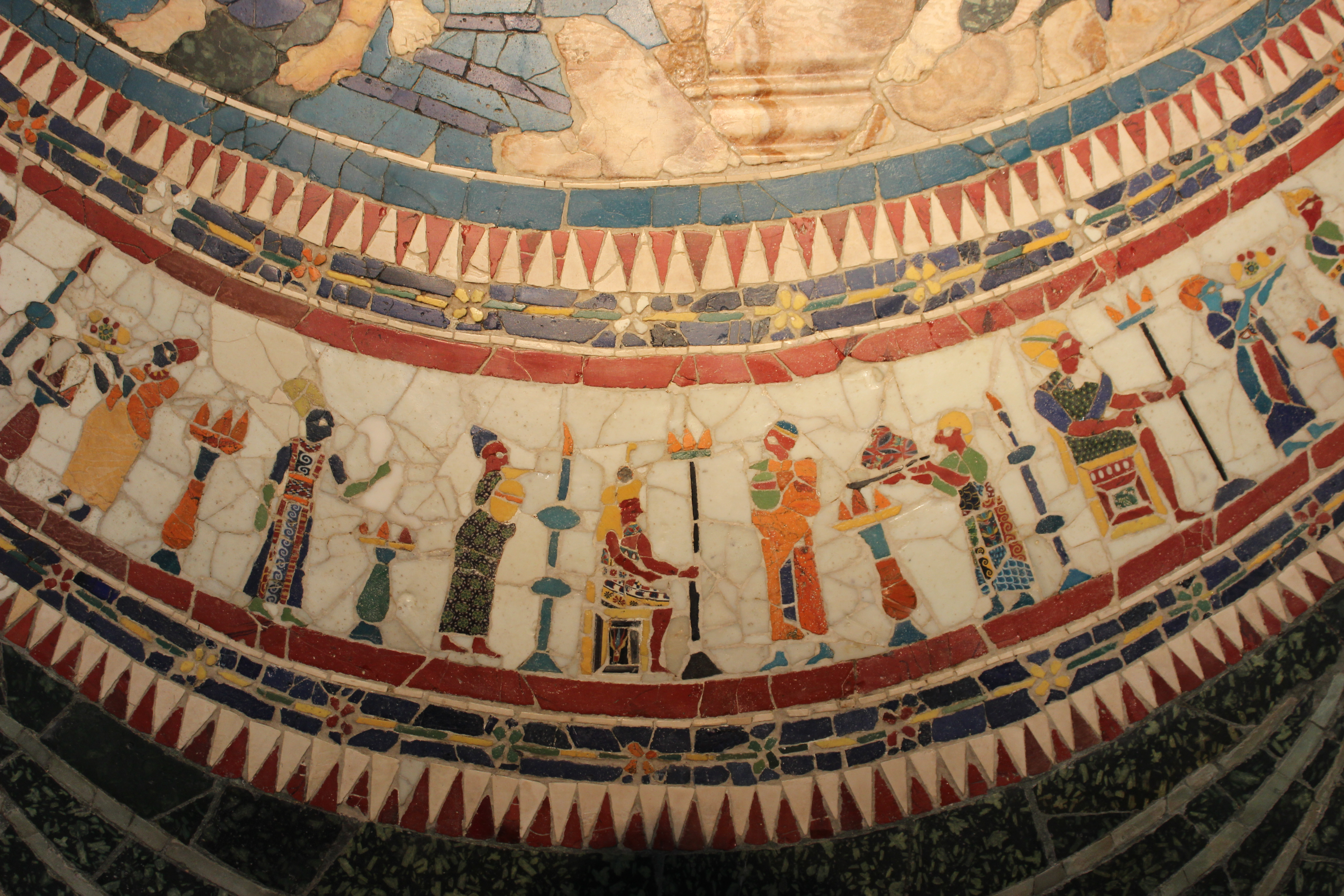
Detalhe do drapeado ("vela alexandrina").
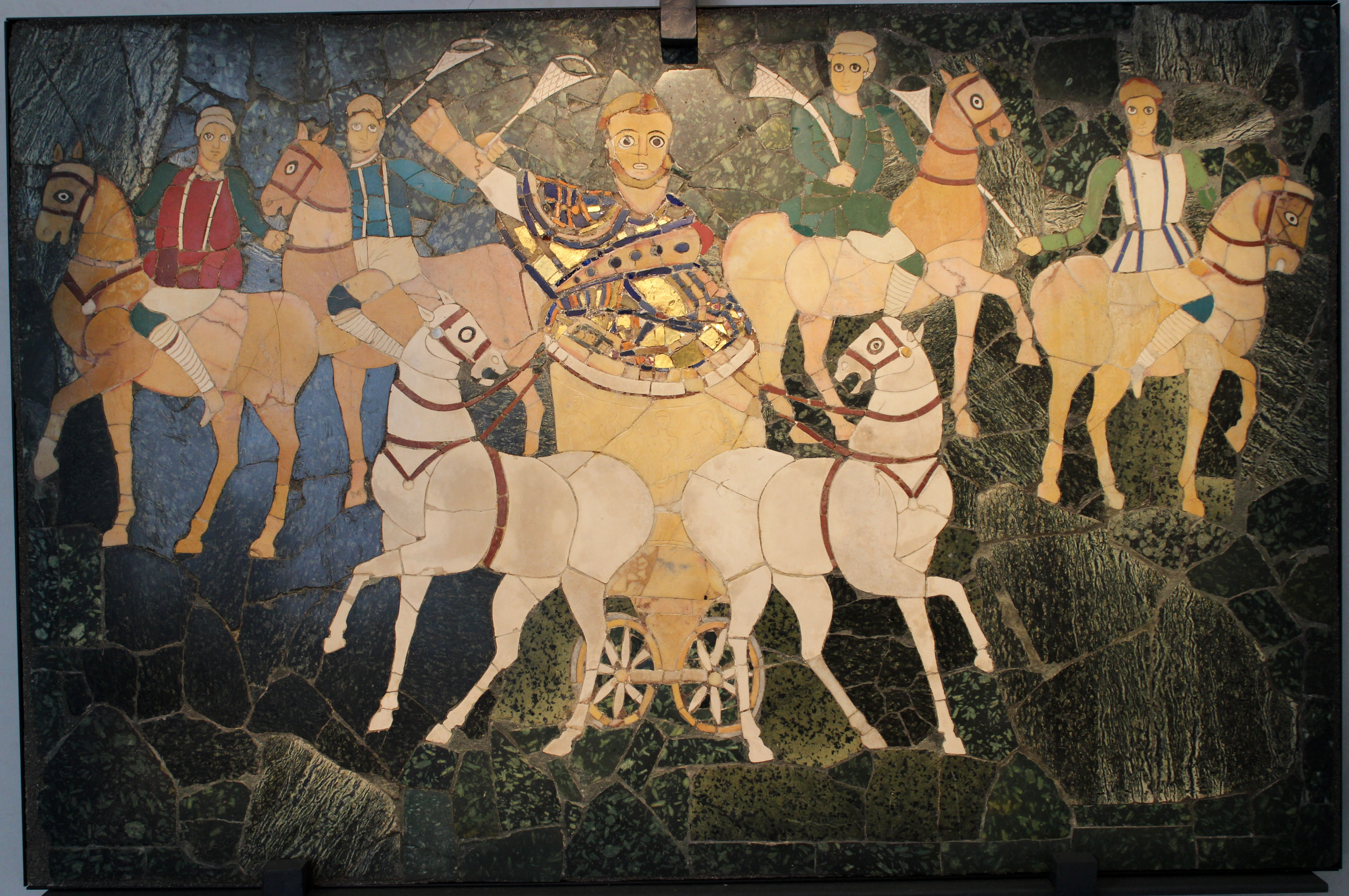
Procissão consular de Júnio Basso, sem o drapeado.
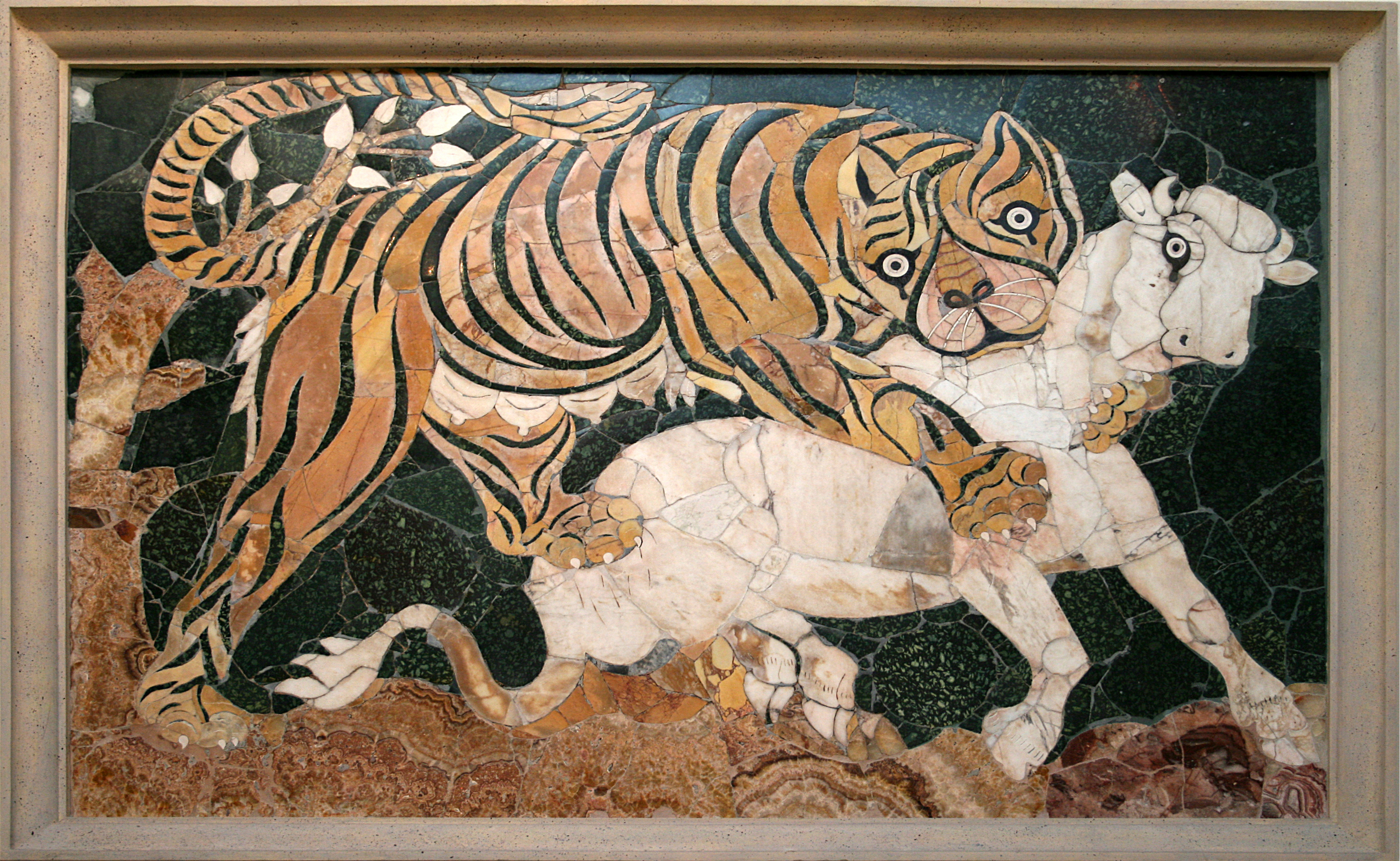
Tigre atacando um bezerro (1).
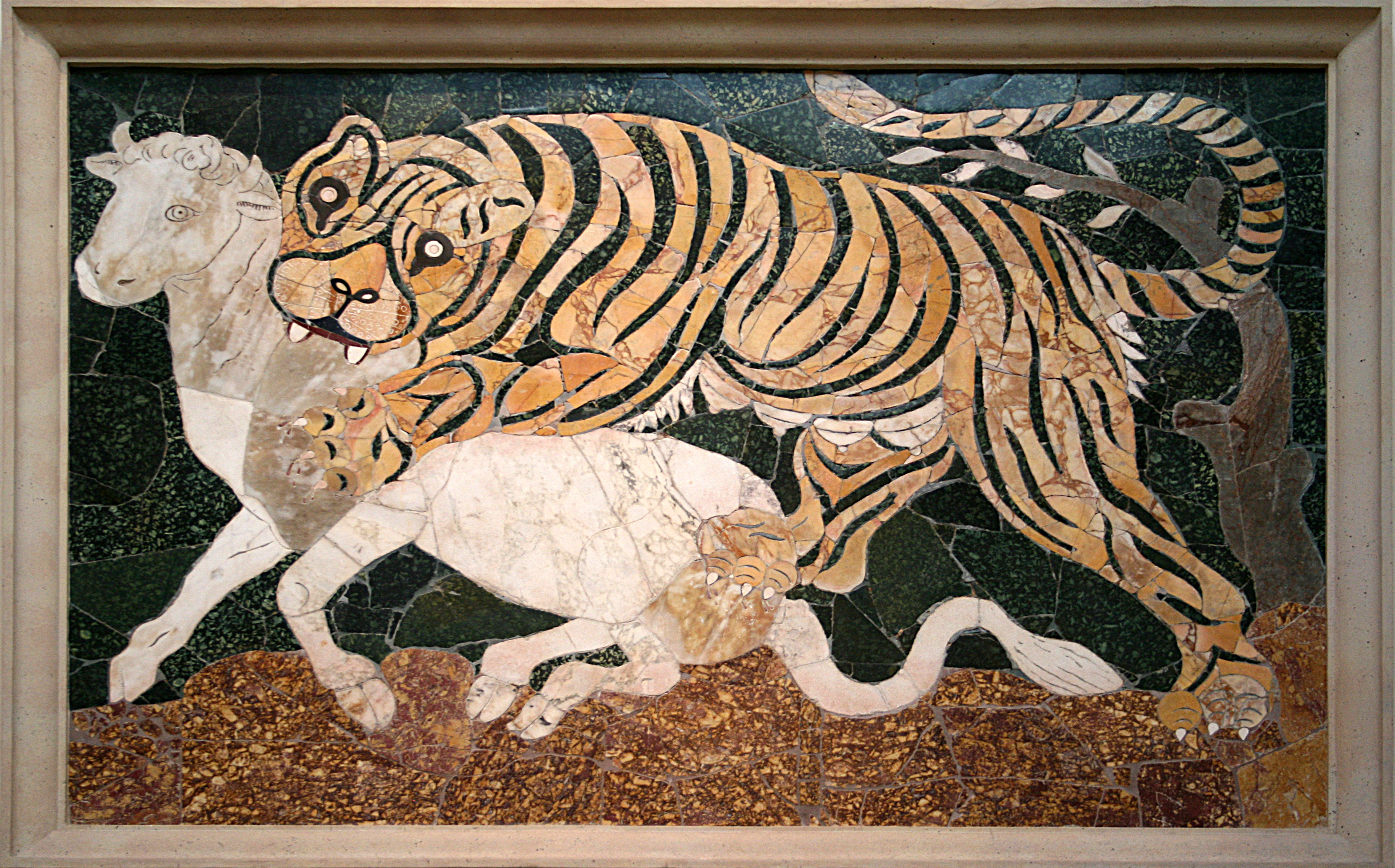
Tigre atacando um bezerro (2).

## Interpretação
Controversa é a interpretação do monumento. O uso funerário aparentemente está descartado, mas é possível a comparação com outras salas (aula) de uso oficial que, nesta mesma época, foram transformadas em igrejas, como Santa Susana (c. 320) e Santa Balbina (c. 330), ou com outros edifícios não contemporâneos, como a Basílica Palatina de Constantino, em Tréveris (início do século IV) e a combinação de basílica e corredor "da grande caçada" na Villa di Piazza Armerina. Apesar de a técnica utilizada, em tijolos bastante regulares, é similar à de outras obras patrocinadas por Maxêncio ou Constantino.
A temática das decorações, permeada por valores simbólicos ligados à filosofia neoplatônico, muito em voga entre a aristocracia romana do Império Romano tardio, pode ser atribuída à exaltação da vida pública do cônsul Júnio Basso.